# Cardeniopsis nigripes
Cardeniopsis nigripes är en insektsart som först beskrevs av Miller, N.C.E. 1929.  Cardeniopsis nigripes ingår i släktet Cardeniopsis och familjen gräshoppor. Inga underarter finns listade i Catalogue of Life.